# Lobdengau-Museum

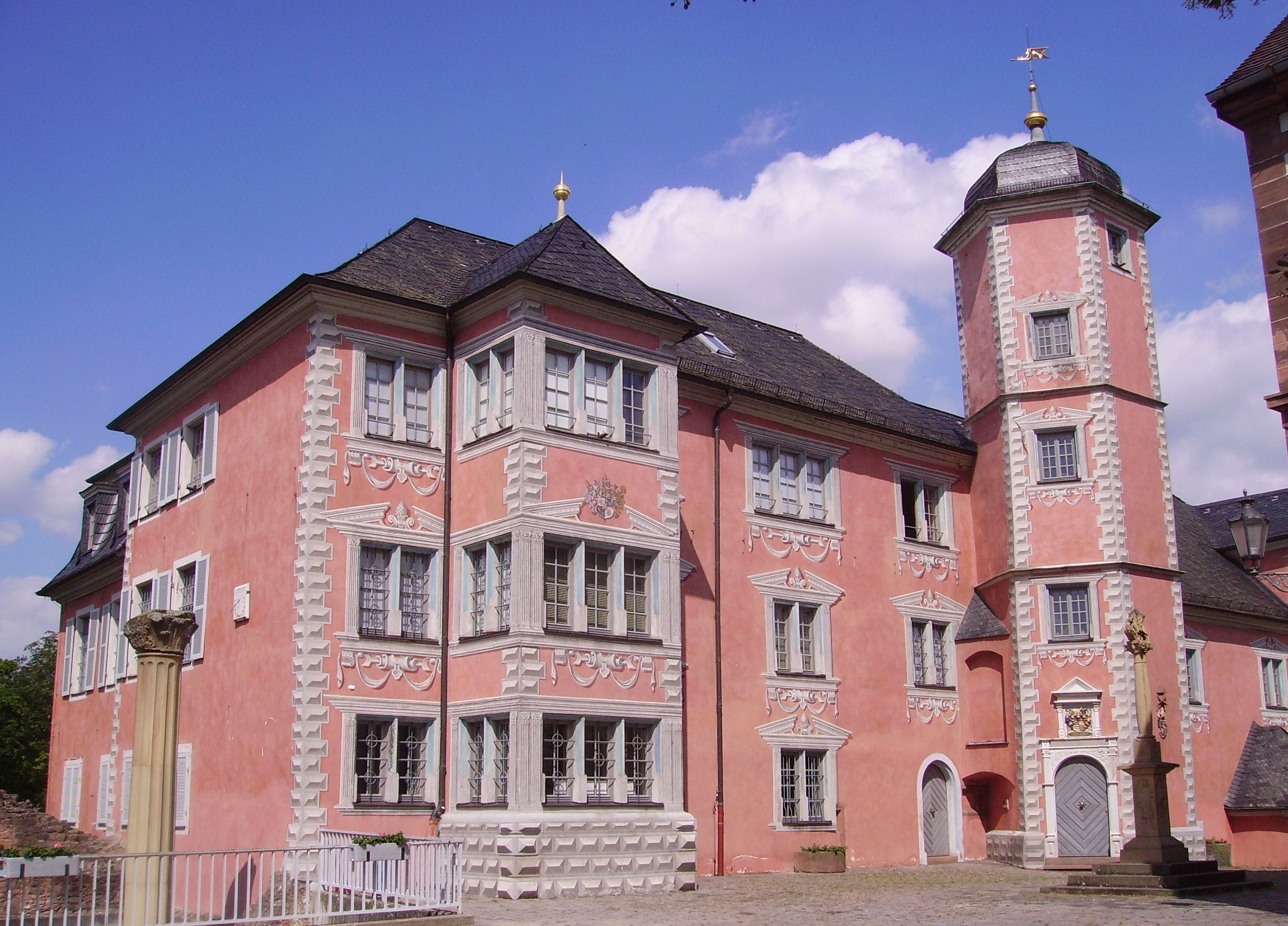
Lobdengau-Museum im ehemaligen Bischofshof

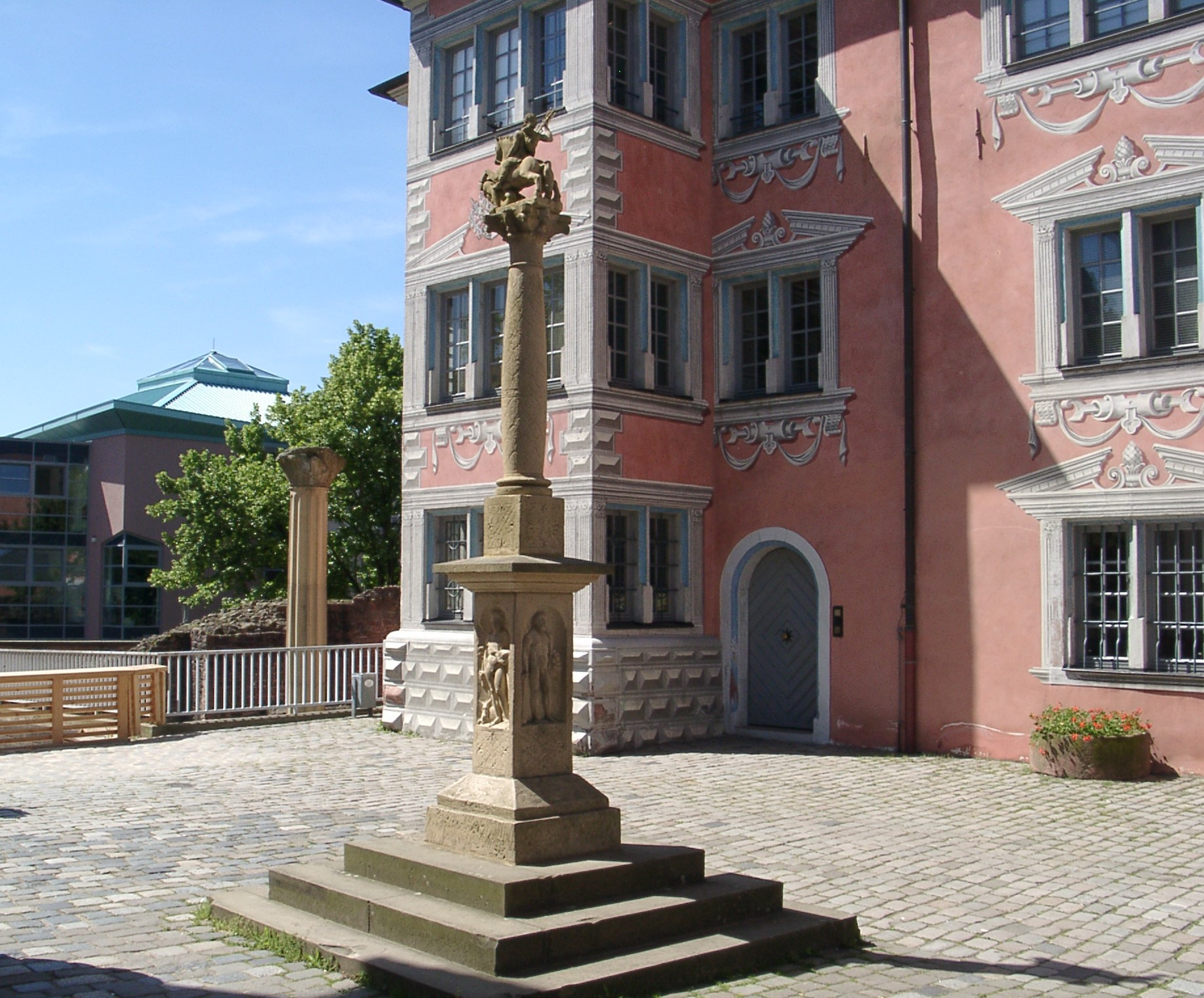
Jupitergigantensäule vor dem Museum

Das Lobdengau-Museum befindet sich in Ladenburg, Rhein-Neckar-Kreis, im ehemaligen Bischofshof (Schloss) der Wormser Fürstbischöfe. Es präsentiert Archäologie, Stadtgeschichte und Volkskultur des Lobdengaus.

## Museum
Das Museum ist in die Abteilungen Archäologie, Stadtgeschichte und Volkskultur gegliedert. Auf vier Stockwerken werden Exponate von der Jungsteinzeit bis zur Neuzeit präsentiert. Ein Schwerpunkt ist im Untergeschoss die Römersammlung mit Funden aus dem römischen Ladenburg (Lopodunum). In den Stockwerken darüber kann die weitere Geschichte Ladenburgs verfolgt werden. Die Stadt war Sitz der Wormser Bischöfe und später Oberamtssitz in der Kurpfalz. In der obersten Etage befindet sich eine Sammlung bemalter Bauernmöbel aus dem Odenwald. Das Lobdengau-Museum wird ergänzt durch ein Freilichtmuseum in der bischöflichen Hofanlage.

## Geschichte
1903 wurde das Stichs'sche Haus gekauft, ein Renaissancehaus gegenüber der St.-Gallus-Kirche, und im Jahr darauf dort die „städtische Altertümersammlung“ untergebracht, die unter anderem vom badischen Konservator Ernst Wagner betreut wurde. 1909 wurde das Heimatmuseum vom badischen Großherzog Friedrich II. offiziell eröffnet. Nachdem es im Zweiten Weltkrieg schließen musste, wurde es 1950 unter der Leitung von Berndmark Heukemes wiedereröffnet. Viele Funde erweiterten im Laufe der Zeit die Sammlung, so dass 1968 das Lobdengau-Museum im ehemaligen Bischofshof eröffnet wurde.

## Gebäude

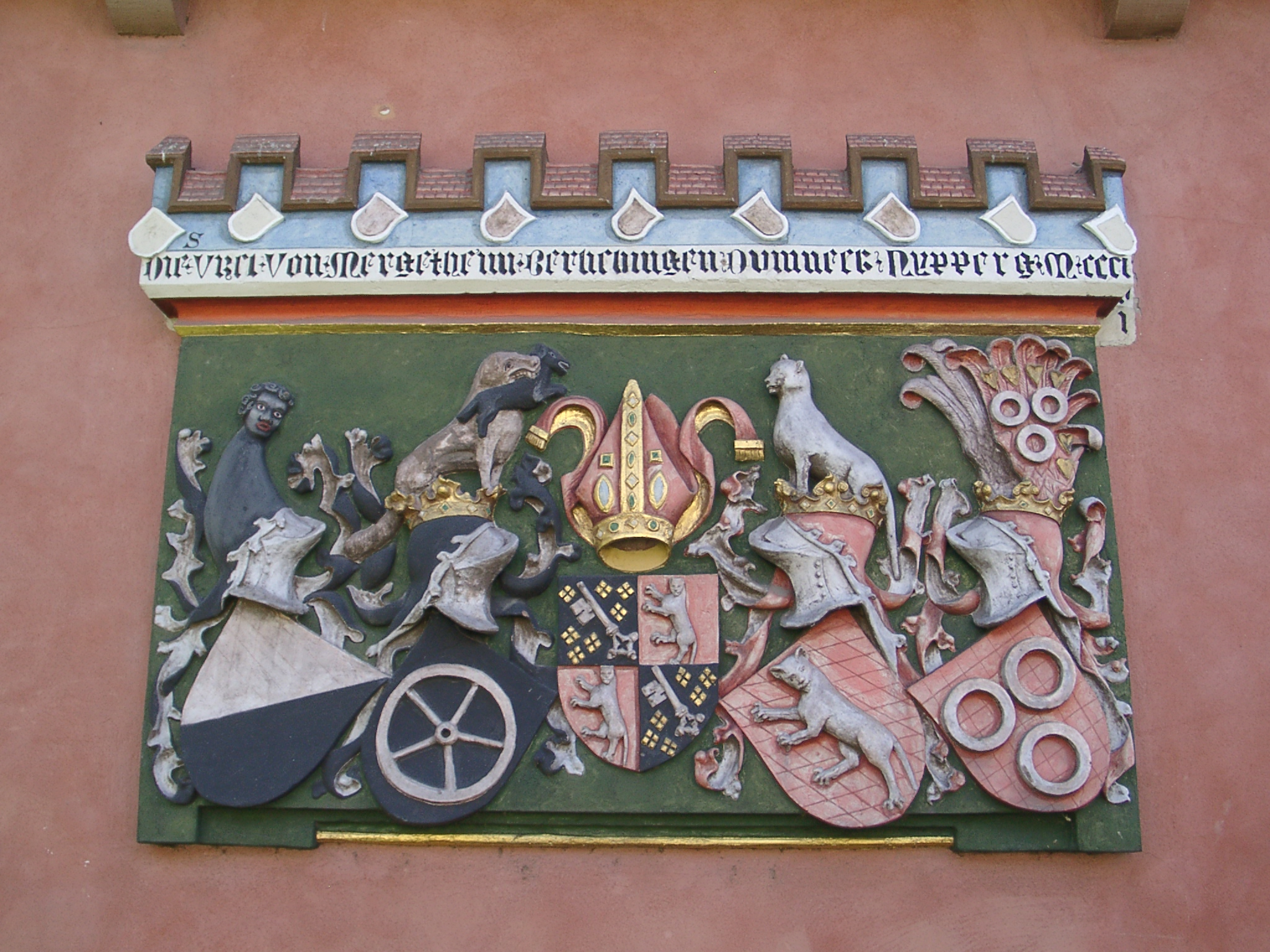
Wappen Bischofs Friedrich von Domneck umgeben von den Wappen seiner Ahnen

Das Gebäude, in dem das Museum untergebracht ist, war früher der Bischofshof der Bischöfe von Worms. Die ältesten Teile des Bauwerks, darunter ein Biforium an der Westseite, die zugleich Teil der Stadtmauer war, stammen aus der Zeit vor dem 13. Jahrhundert. Das heutige Aussehen erhielt das Bauwerk im Wesentlichen in der Renaissance. Das Gebäude wurde nach Norden erweitert und erhielt ein Schieferdach. Der Norderker wurde 1590 angebaut, der charakteristische achteckige Treppenturm mit welscher Haube folgte 1610 und der südliche Erkeranbau um 1620. Bei Restaurierungsarbeiten in den 1970ern fand man Reste der manieristischen Bemalung und rekonstruierte danach die Fassade, an der sich mehrere Wappenreliefs von Wormser Bischöfen befinden.